# Jerzy V (król Hanoweru)
Jerzy V (ur. 27 maja 1819 r. w Berlinie, zm. 12 czerwca 1878 r. w Paryżu) – król Hanoweru, drugi książę Cumberland i Teviotdale, hrabia Armagh; był ostatnim królem Hanoweru. Syn Ernesta Augusta I i Fryderyki von Mecklenburg-Strelitz. Odznaczony Orderem Podwiązki.

## Życiorys

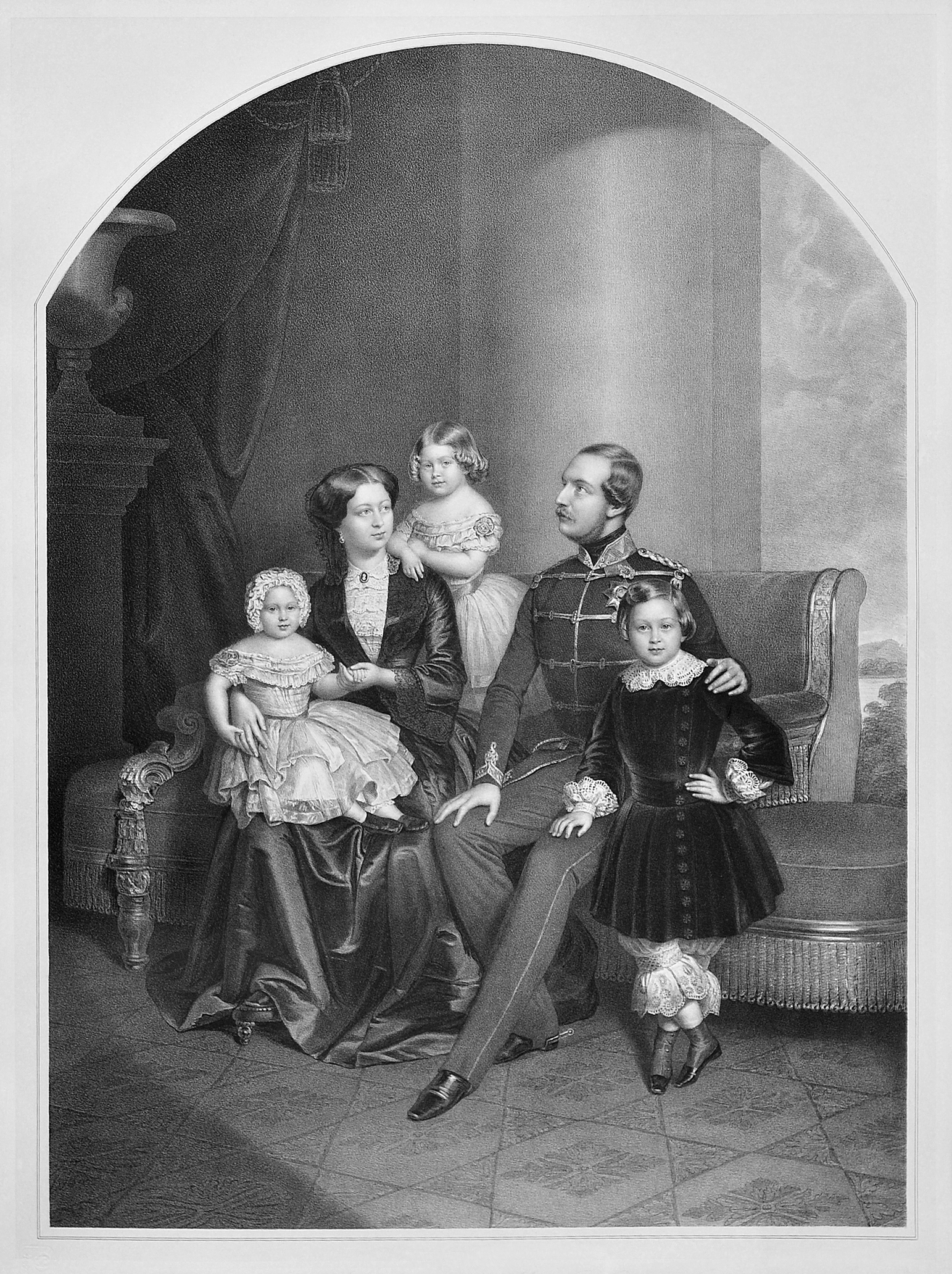
Rodzina Jerzego V

Książę Jerzy Fryderyk Aleksander Karol Ernest August był synem króla Ernsta Augusta I i jego żony Fryderyki Mecklenburg-Strelitz. Był kuzynem królowej Wiktorii Hanowerskiej, a dzieciństwo spędził w Berlinie i Wielkiej Brytanii.  
14 lipca 1839 r. Jerzy V oświadczył się  21-letniej Marii von Sachsen-Altenburg. Pobrali się 18 lutego 1843 r. w kościele zamkowym w Hanowerze. Maria urodziła syna i dwie córki. W latach 1851–66 była ostatnią królową Hanoweru. Od najmłodszych lat Jerzy miał problemy ze wzrokiem. Przestał widzieć na lewe oko z powodu choroby w 1829 r. a  na prawe wyniku wypadku w 1833 r. Choć powstały z tego powodu wątpliwości co do jego przydatności do objęcia funkcji króla, jego ojciec oznajmił, że powinien być królem. W 1842 r. orzekł, że następca tronu podpisywanie dokumentów będzie dokonywał w obecności rządu i zaprzysiężonych świadków. Jako król przez całe swoje życie starał się ukryć publicznie swoją ślepotę. Jerzy 18 listopada 1851 r. został królem Hanoweru, drugim księciem Cumberland i Teviotdale i hrabią Armagh.
Został pozbawiony tronu po przegranej w 1866 roku przez Związek Niemiecki wojnie z Prusami, w której Hanower stał po stronie Austrii i Związku. Wojska pruskie szybko pokonały armie Hanoweru i zaanektowały królestwo wraz z kilkoma innymi państwami północnoniemieckimi, co było wstępem do zakończonego 5 lat później zjednoczenia Niemiec.
Król Jerzy V był masonem od 1857 r. i Wielkim Mistrzem Wielkiej Loży Hanowerskiej aż do jej rozwiązania w 1866 roku.

## Potomstwo
Jerzy V i Maria mieli troje dzieci:
- Ernest August (ur. 21 września 1845; zm. 14 listopada 1923) – następca tronu Hanoweru, trzeci książę Cumberland

∞ 1878 Thyra Duńska (1853-1933),
- Fryderyka (Friederike) (ur. 9 stycznia 1848; zm. 16 października 1926)

∞ 1880 Alfons von Pawel-Rammingen (1843–1932),
- Maria (ur. 3 grudnia 1849; zm. 4 czerwca 1904) - niezamężna.